# استنلی کورسین
استنلی کورسین (انگلیسی: Stanley Corrsin؛ زاده ۳ آوریل ۱۹۲۰ درگذشته ۲ ژوئن ۱۹۸۶) یک دانشمند در زمینه دینامیک شاره‌ها اهل ایالات متحده آمریکا بود. او هم‌چنین در سال ۱۹۸۳ برنده جایزه دینامیک سیالات شد.